# Let It Rain (East 17)
Let It Rain è una canzone della boy band britannica East 17, estratta come quarto singolo dal secondo album del gruppo Steam del 1994.

## Tracce
1. Let It Rain (Thunder Radio Edit)  3:32
2. Let It Rain (Overworld Storm Edit)  3:46
3. Let It Rain (J-Pac Sleeting Remix)  5:35
4. Let It Rain (Overworld Storm Mix)  6:40

## Classifiche
| Classifica (2007) | Massima posizione |
| ----------------- | ----------------- |
| Svizzera          | 25                |
| Francia           | 21                |
| Olanda            | 16                |
| Belgio            | 31                |
| Svezia            | 33                |
| Norvegia          | 18                |
| Australia         | 12                |
| UK                | 10                |
| Lituania          | 5                 |
| Italia            | 15                |